# Street Poetry
Street Poetry — седьмой студийный альбом финской рок-группы Hanoi Rocks, выпущенный осенью 2007 года. Street Poetry попал в десятку лучших альбомов в финских чартах, в некоторых других европейских странах альбом также пользовался успехом. Первым синглом с альбома стал «Fashion», выпущенный в мае 2007 года. В августе того же года вышел второй сингл «This One’s for Rock’n’Roll», доступный лишь для скачивания через интернет. Выпуск альбома был отмечен тремя концертами в популярном хельсинкском клубе Tavastia Club, за которыми последовал тур по Скандинавии, Англии и Японии.

## Об альбоме
Название альбома «Street Poetry» (с англ. — «Уличная поэзия») пришло из тех времён, когда участники группы жили в Лондоне в начале 1980-х. В Лондоне «уличным поэтом» называли бродягу, жившего в метрополитене, на станции Лэдброк Гроув, где он писал стихи о вещах, которые видел.
В некоторых рецензиях на «Street Poetry» альбом называют первым по-настоящему рок-альбомом Hanoi Rocks, выпущенным после воссоединения.

## Список композиций
1. «Hypermobile» — 4:04
2. «Street Poetry» — 3:56
3. «Fashion» — 3:16
4. «Highwired» — 3:29
5. «Power of Persuasion» — 4:14
6. «Teenage Revolution» — 3:37
7. «Worth Your Weight in Gold» — 3:32
8. «Transcendental Groove» — 3:03
9. «This One's for Rock'n'Roll» — 3:44
10. «Powertrip» — 2:37
11. «Walkin' Away» — 3:56
12. «Tootin' Star» — 2:39
13. «Fumblefoot and Busy Bee» — 2:05

Бонусы на ограниченном издании
1. «Trouble Boys»
2. «Fashion» (клип + создание клипа)
3. «Boulevard of Broken Dreams» (концертное видео)
4. «High School» (концертное видео)

Бонус-треки на японском издании
1. «Self Destruction Blues»
2. «Worldshaker»

## Участники записи
- Майкл Монро — вокал, саксофон, гармоника, гитара, клавишные, перкуссия
- Энди Маккой — гитара, бэк-вокал
- Конни Блум — гитара, бэк-вокал
- Энди Кристелл — бас-гитара, бэк-вокал
- Лаку — ударные, перкуссия